# Oíti
Oíti (Oeta) är en ort i Grekland.   Den ligger i prefekturen Fthiotis och regionen Grekiska fastlandet, i den centrala delen av landet, 140 km nordväst om huvudstaden Aten. Oíti ligger 554 meter över havet och antalet invånare är 167.
Terrängen runt Oíti är varierad, och sluttar österut. Runt Oíti är det glesbefolkat, med 14 invånare per kvadratkilometer. Närmaste större samhälle är Lamia, 17,8 km norr om Oíti. == Kommentarer ==
1. ↑  Framräknat ur variansen i alla höjduppgifter (DEM 3") från Viewfinder Panoramas, inom 10 km radie.[2] Mer om algoritmen finns här: Användare:Lsjbot/Algoritmer.